# Kereskényi Farkas
Alsó- és felsőkereskényi Kereskényi Farkas (Zavar, Pozsony vármegye 1664–1734) hadbiztos, kuruc kapitány.

## Fiatalkora
Előkelő, ősi, történetét a XIII. századig visszavezető köznemesi családban született. Apja, Kereskényi János, a nyitrai vár lovaskapitánya, édesanyja, az ősi pozsony vármegyei nemesi családból származó kiszavari Klaudy Ilona volt.
Gyermekéveit Érsekújvárban és Zavaron töltötte. Tanulmányait a nagyszombati jezsuita gimnáziumban végezte. 1683-ban elhunyt apjától örökölte nagy kiterjedésű birtokait Pozsony, Nyitra, Bars és Komárom vármegyében, valamint az Érsekújvárban és Nagyszombatban lévő házakat. 1690-ben vette feleségül az előkelő nemesi családból származó ramocsaházi Ramocsaházy Erzsébetet, Ramocsaházy Gáspár pozsonyi várnagy és nádasdi Darabos Katalin leányát, aki a tetemes Spáczay és Darabos birtokok örököse volt Pozsony és Komárom vármegyében. Tőle született három leánya.

## Szerepe a Rákóczi-szabadságharcban
A Rákóczi-szabadságharc kitörésekor az érsekújvári vár főhadnagya volt. 1704-ben állt át a kuruc oldalra. 1704 szeptemberében ő vezette azt a küldöttséget, amely kuruc részről a vár feladásáról tárgyalt. Ekkor Bercsényi megerősítette főhadnagyi rangját. 1705-ben újra érsekújvári főhadnagy és hadbíró. 1705-ben Rákóczi fejedelemhez írt levelében az őrség tisztikarában terjengő korrupcióról számol be, megnevezve Horváth Mihály hadbiztost és Náray László brigadérost (a levél eredeti példánya jelenleg a Magyar Országos Levéltárban található). Utólagos kutatások szerint ő maga is érintett volt és így akarta elterelni magáról a gyanút. 1705-ben az érsekújvári vár helyőrségének a főpénztárnoka (kasszírmester). 1706-ban a Komárom vármegyében fekvő jászfalui uradalmára protekciót kapott. 1707. június 24-én nevezték ki Komárom vármegye főhadbiztosává, amely pozíciót a szabadságharc végéig betöltötte.

## Élete a szabadságharc után
A harcok lezárultával visszatért birtokaira gazdálkodni. Székhelyét a jászfalui kastélyba tette át. Főleg komárom vármegyei birtokait gyarapította. Ezért 1721-ben a nyitra vármegyei birtokai egy részét eladta rokonának, báró Tholvay Gábornénak 1400 aranyforintért. Még abban az évben megosztozott testvérével, Kereskényi Imrével az apai örökségén. 1722-től Komárom vármegye főpénztárnoka volt. 1734-ben halt meg Érsekújvárban.